# Johann Pfeiffer (Mediziner)
Johann Pfeiffer (auch Johannes Pfeiffer, * 26. Januar 1639 in Gera; † 12. Juni 1684 ebenda) war ein deutscher Mediziner und Leibarzt am reußischen Hof in Gera.

## Leben
Johann Pfeiffer war in Gera bei Johann Sebastian Mitternacht Schüler des  humanistischen Gymnasiums Rutheneum und studierte anschließend an der Universität Leipzig Medizin. Später wurde er Arzt in Gera und wirkte als Hofarzt und Leibarzt am reußischen Hof.
Am 13. Januar 1680 wurde Johann Pfeiffer mit dem Beinamen Musa als Mitglied (Matrikel-Nr. 89) in die Leopoldina aufgenommen.